# Aisling Blake
Aisling Blake (* 23. Juli 1981 in Dublin) ist eine irische Squashspielerin.

## Karriere
Aisling Blake begann ihre professionelle Karriere im Jahr 2001 und gewann auf der WSA World Tour vier Titel. Ihre höchste Platzierung in der Weltrangliste erreichte sie mit Rang 21 im Februar 2013. Mit der irischen Nationalmannschaft nahm sie an mehreren Weltmeisterschaften und Europameisterschaften teil. 2013 gewann sie die irische Landesmeisterschaft, als sie ihre Landsfrau Madeline Perry erstmals im Endspiel schlug. Zuvor war sie stets an Perry gescheitert. Aisling Blake war von Beginn des Jahres 2013 bis zum Januar 2014 amtierende Präsidentin der WSA. 2015 beendete sie ihre Karriere.

## Erfolge
- Vizeeuropameisterin mit der Mannschaft: 2012, 2013
- Gewonnene WSA-Titel: 4
- Irischer Meister: 2013